# Benito Sarti
Benito Sarti (Padua, provincia de Padua, 23 de julio de 1936-ibídem, 4 de febrero de 2020) fue un futbolista italiano. Se desempeñaba en la posición de defensa. Era apodado "Fionda con la testa bionda" (tirachinas con cabeza rubia).

## Características técnicas
Utilizado como un defensor completo, aunque podía también desempeñarse como medio de contención.

## Carrera
Hijo de un jardinero, entrenó en el equipo de su ciudad, Padua, con quien debutó en la Serie A durante el campeonato de 1955-1956. En 1957 pasó al Sampdoria y luego en la temporada de 1959 fue comprado por la Juventus por 80 millones de liras de ese tiempo. En Turín participó en la fase final del ciclo del "Trío Mágico": (Gianpiero Boniperti, John Charles y Enrique Omar Sívori). El 9 de noviembre de 1958 hizo su debut internacional en París, Francia, en un partido amistoso contra la selección gala que terminó con empate a dos goles. A finales de 1962, durante el clásico ante el Milán se fracturó el menisco y permaneció inmóvil por dos meses. La lesión le costó la camisa azul de la selección italiana. Después de recuperarse de esta lesión, Sarti ya no fue nunca más convocado para el equipo nacional. Con la Juventus, club con el que jugó la mayor parte de su carrera jugando durante nueve temporadas, ganó tres campeonatos (scudetos) y tres Copas de Italia. Dejó el Biacnoneri en 1968, abandonando el futbol después de un breve período con el Varese.
En la Serie A jugó un total de 296 partidos y anotó un gol.

## Selección nacional
Fue internacional con la selección de fútbol de Italia en 6 ocasiones. Debutó el 9 de noviembre de 1958, en un encuentro ante la selección de Francia que finalizó con marcador de 2-2.

## Clubes
| Club            | País   | Año       |
| --------------- | ------ | --------- |
| Calcio Padova   | Italia | 1954-1957 |
| U. C. Sampdoria | Italia | 1957-1959 |
| Juventus F. C.  | Italia | 1959-1968 |
| A. S. Varese    | Italia | 1968-1969 |

## Palmarés

### Campeonatos nacionales
| Título      | Club           | País   | Año     |
| ----------- | -------------- | ------ | ------- |
| Copa Italia | Juventus F. C. | Italia | 1958-59 |
| Serie A     | Juventus F. C. | Italia | 1959-60 |
| Copa Italia | Juventus F. C. | Italia | 1959-60 |
| Serie A     | Juventus F. C. | Italia | 1960-61 |
| Copa Italia | Juventus F. C. | Italia | 1964-65 |
| Serie A     | Juventus F. C. | Italia | 1966-67 |